# Юринка (приток Мсты)
Юринка — река в России, протекает в Боровичском районе Новгородской области. Устье реки находится в 304 км по правому берегу реки Мста. Длина реки составляет 13 км.
Исток реки находится на территории Прогресского сельского поселения. На берегу реки стоят деревни Юрино и Алёшино. Ниже до устья река течёт через Сушанское сельское поселение. Здесь на реке стоят посёлки Волгино и Первое Мая, деревня Коремера у устья.

## Данные водного реестра
По данным государственного водного реестра России относится к Балтийскому бассейновому округу, водохозяйственный участок реки — Мста без р. Шлина от истока до Вышневолоцкого г/у, речной подбассейн реки — Волхов. Относится к речному бассейну реки Нева (включая бассейны рек Онежского и Ладожского озера).
Код объекта в государственном водном реестре — 01040200212102000020827.